# Staden
Staden este o comună neerlandofonă situată în provincia Flandra de Vest, regiunea Flandra din Belgia. La 1 ianuarie 2008 avea o populație totală de 11.040 locuitori. 

## Geografie
Comuna actuală Staden a fost formată în urma unei reorganizări teritoriale în anul 1977, prin înglobarea într-o singură entitate a 3 comune învecinate. Suprafața totală a comunei este de 46,24 km². Comuna este subdivizată în secțiuni, ce corespund aproximativ cu fostele comune de dinainte de 1977. Acestea sunt:
| - I. Staden - II. Oostnieuwkerke - III. Westrozebeke - IV. Vijfwegen |

Localitățile limitrofe sunt:
- Comuna Roeselare:
  - a. Roeselare
- Comuna Zonnebeke:
  - b. Passendale
- Comuna Langemark-Poelkapelle:
  - c. Poelkapelle
- Comuna Houthulst:
  - d. Houthulst
- Comuna Kortemark:
  - e. Zarren
  - f. Handzame
- Comuna Hooglede:
  - g. Hooglede

## Localități înfrățite
- Germania: Florstadt.